# 奥朗东
奥朗东（法語：Olendon，法語發音：[ɔlɑ̃dɔ̃] ⓘ）是法国卡尔瓦多斯省的一个市镇，属于卡昂区。

## 地理
奥朗东（48°58'8"N, 0°10'16"W）面积7.45 平方千米，位于法国诺曼底大区卡爾瓦多斯省，该省份为法国西北部沿海省份，北濒大西洋英吉利海峡，东北与滨海塞纳省以海上边界相接，东临厄尔省，南至奧恩省，西与芒什省接壤。
与奥朗东接壤的市镇（或旧市镇、城区）包括：邦-塔西伊、埃帕内、乌伊勒泰松、佩里耶尔、萨西、苏朗日、苏蒙圣康坦。

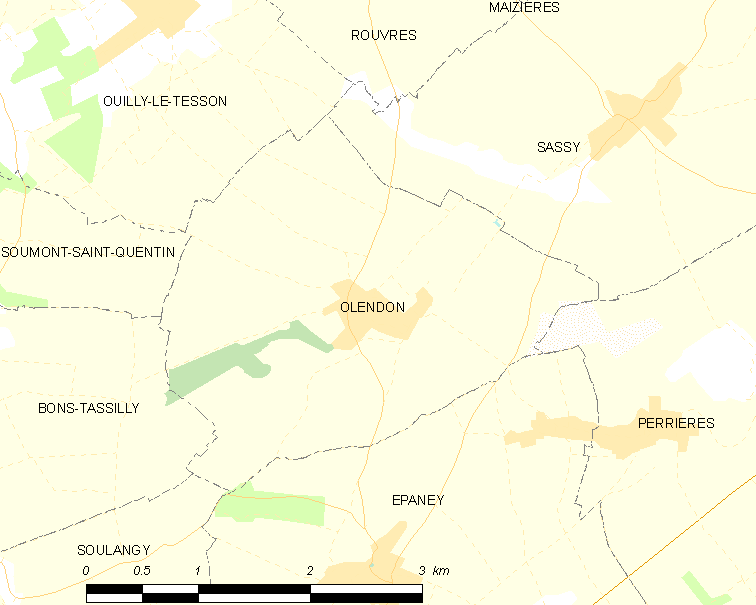
奥朗东的OSM定位图

奥朗东的时区为UTC+01:00、UTC+02:00（夏令时）。

## 行政
奥朗东的邮政编码为14170，INSEE市镇编码为14476。

## 政治
奥朗东所属的省级选区为法莱斯县。

## 人口

1962-2008年间奥朗东人口变化图示

奥朗东于2022年1月1日时的人口数量为186人。